# Buena Vista (Virginia)
Buena Vista önálló megyei jogú város az USA Virginia államában. Lakosainak száma 6641 fő (2020. április 1.).

## Népesség
A település népességének változása:
| Lakosok száma | 6650 | 6720 | 6772 | 6680 | 6618 | 6641 |
|               | 2010 | 2011 | 2012 | 2013 | 2015 | 2020 |